# 그랜드 앰배서더 서울
앰배서더 서울 풀만 호텔은 (구) 그랜드 앰배서더 서울 호텔로 1955년 금수장으로 시작하여 60여년의 역사를 가진 서울 중구 장충동에 위치한 특1급 호텔이다. 2022년 1월, 2년간의 개보수 공사를 통해 새롭게 개관하였다. 층수는 지상 19층, 지하 2층이다.

## 회사 연혁
- 1955년 10월 금수장 호텔 개업
- 1961년 7월 관광호텔 사업허가 취득
- 1976년 신관 준공
- 1977년 5월 관광호텔 특 등급으로 승격
- 1989년 3월 아코르 그룹과 소피텔 브랜드 프랜차이즈 계약
- 1992년 9월 관광 진흥탑 (일천만 불 철탑) 수상
- 1993년 9월 서울시 종합 평가 최우수 호텔 평가
- 1997년 1월 아코르 그룹과 소피텔 브랜드 매니지먼트 계약
- 2008년 4월 특 1등급 승격
- 2008년 12월 노사문화 우수기업 선정
- 2009년 7월 ‘그랜드 앰배서더 서울’로 상호 변경 및 아코르 그룹과 풀만 브랜드 프랜차이즈 계약
- 2010년 10월 프리미엄 라이브 뷔페 더 킹스 오픈 & 대한민국 소비자 만족 “서비스 만족 종합 대상” 수상
- 2012년 6월 노사문화 우수기업 선정
- 2013년 5월 대연회장 리뉴얼
- 2013년 10월 이비스 앰배서더 서울 인사동 개관.

## 객실
앰배서더 서울 풀만 호텔은 269개의 객실과 49개의 레지던스로 이루어진 세련되고 현대적이며 럭셔리한 스타일의 객실을 새롭게 선보입니다.

## 레스토랑 & 바
앰배서더 서울 풀만 호텔은 다양한 미식가 고객님들 위해 다채로운 Gourmet 공간에서 특별한 도심 속 미식 여행을 선사합니다.

## 부대 서비스
특급 호텔 최초로 웨딩을 시작했으며, 각종 연회, 회의, 세미나를 유치할 수 있는 그랜드 볼룸을 비롯, 트렌드에 맞춘 루프톱 연회장인 남산룸까지 크고 작은 연회장을 갖추고 있어 각종 연회를 진행한다. 또한 실외수영장, 실내수영장 및 골프연습장 등을 두루 갖춘 웰니스센터를 갖추고 있다.

## 공식 사이트
- 앰배서더 서울 풀만 호텔
- 앰배서더 서울 풀만 호텔 아코르 예약사이트
- 앰배서더 서울 풀만 호텔 공식 페이스북
- 앰배서더 서울 풀만 호텔 공식 인스타그램
- 앰배서더 서울 풀만 호텔 공식 트립어드바이저